# Мухаммад аль-Худари
Муха́ммад ибн Афи́фи аль-Баджу́ри (араб. محمد بن عفيفي الباجوري‎), известный как шейх Муха́ммад аль-Худари́ (араб. محمد الخضري‎; 1872 год, Каир — 1927, там же) — египетский учёный-богослов (алим), историк, знаток исламского права (шариата), юриспруденции (фикха), проповедник и писатель.

## Биография
Мухаммад аль-Худари родился в 1872 г. Брат Абдуллаха аль-Баджури. Он окончил Дар аль-Улум (араб. دار العلوم‎), работал судьёй (кадием) в Хартуме и преподавал в медресе аль-Када аш-Шари (араб. مدرسة القضاء الشرعي‎) — исламское учебное заведение в Каире. Он стал профессором исламской истории в Египетском университете (ныне Каирский университет).
Является автором биографии пророка Мухаммеда.
В своем широко известном труде «Тарих ат-ташри аль-Ислами» (араб. تاريخ التشريع الإسلامي‎ — букв. «История исламского права») он делит историю исламского права в суннитских школах на шесть периодов.
Автор книги по усуль аль-фикху.
Умер 11 апреля 1927 года (8 шавваля 1345 года хиджры) в Каире.